# Diether Todenhagen
Diether Todenhagen (ur. 22 lipca 1920, zm. 13 grudnia 1944) – niemiecki oficer marynarki, Oberleutnant zur See, podczas II wojny światowej dowódca niemieckich okrętów podwodnych U-48, U-1008 i U-365. W trakcie działań wojennych podczas bitwy o Atlantyk zatopił jeden okręt oraz uszkodził inny. Zginął 13 grudnia 1944 roku na Morzu Norweskim na południe od  wyspy Jan Mayen.

## Służba
Do służby w Kriegsmarine wstąpił w 1937 roku, po służbie na okrętach minowych, od stycznia do sierpnia 1941 roku przechodził szkolenie w zakresie pływania podwodnego, we wrześniu i październiku tego roku przeszedł szkolenie techniczne Baubelehrung, zaś od października 1941 roku do sierpnia 1942 pełnił funkcję 1. oficera wachtowego na U-703. Od sierpnia do września 1942 roku przechodził szkolenie dowódcze w zakresie okrętów podwodnych w 24. Flotylli U-Bootów.
26 września 1942 roku objął dowództwo U-48, które sprawował do października 1943 roku, bez przeprowadzenia ani jednego patrolu i odniesienia sukcesów morskich. Od listopada 1943 do stycznia 1944 rozpoczął ponownie szkolenie, w tym ponownie Baubelehrung. 1 lutego tego roku objął dowództwo U-1008, które sprawował do 17 listopada 1944 roku, ponownie bez przeprowadzenia patrolu i bez odniesienia sukcesów morskich.
18 listopada 1944 roku został mianowany dowódcą U-365, którym dowodził do 13 grudnia 1944 roku, kiedy zginął wraz z okrętem na Morzu Norweskim na południe od  wyspy Jan Mayen. Na tym okręcie przeprowadził jeden patrol bojowy, podczas którego zatopił radziecki okręt patrolowy BO-230, oraz uszkodził brytyjski niszczyciel HMS „Cassandra”.